# Krajna (Tišina, Slovenija)
Krajna (mađarski Krajna) je naselje u slovenskoj Općini Tišini. Krajna se nalazi u pokrajini Prekomurju i statističkoj regiji Pomurju. U mjestu su rođeni političar Jožef Klekl, istoimeni pisac Jožef Klekl, te Franc Temlin autor prve prekomurske knjige.

## Stanovništvo
Prema popisu stanovništva iz 2002. godine naselje je imalo 299 stanovnika.